# 抱きしめて (花譜×崎山蒼志の曲)
「抱きしめて」（だきしめて）は、2024年6月12日にリリースされた花譜×崎山蒼志のデュエット曲である。花譜が様々なアーティストとコラボレーションを行う企画である「組曲2」の第2弾の楽曲である。
ミュージックビデオはリリース同日の20時に花譜のYouTubeチャンネル上で公開された。

## 概要
花譜がリアルのアーティストやコンポーザーを中心にコラボレーションを行う企画である「組曲」が岸田繁との楽曲「愛のまま」で完結し、2024年2月から第2章「組曲2」として新たに企画されることとなった。「組曲2」第1弾は同世代のラッパー#KTちゃんとのコラボ楽曲「ギミギミ逃避行」で、本作はそれに次ぐ第2弾の作品である。
作詞・作曲は崎山蒼志、編曲はNaoki Itaiが行った。また、ピアノはモチヅキヤスノリ、ベースはキタムラユウタ、エレクトリック・ギターは渡辺裕太、アコースティック・ギターは崎山蒼志、ヴァイオリンは瀬恒啓、プログラミングはNaoki Itaiによる。
「今は会えないけど、思っている」や「もう会えなくなった」のような、「誰かを思う曲」がテーマとなっている。寂しさのなかにある温かさや高揚感のようなものも込められている。
崎山は花譜の歌声をイメージし、一緒に歌うことを視野に入れて曲を書いた。花譜の声にもインスピレーションを受けており、「花譜だったらこうやって歌うかな」と考えながらメロディを作ったと語っている。特に、伸びているときの声が美しいと思っており、1音1音が長いメロディの楽曲となっている。また、本楽曲はデュエット曲であり、崎山は普段よりもかなり低いキーで歌っている。
花譜は、当時中学3年生の崎山が『日村がゆく』（AbemaTV）の「高校生フォークソングGP」に出演している姿を見たのが崎山を知るきっかけであった。逆に崎山が花譜の存在を認識したのは、花譜による「五月雨」のカバーであった。花譜の独特な震えるような、しかし同時に柔らかさもある歌声に惹かれ、そこから注目するようになったと語っている。また、2023年夏には花譜の冠ラジオ番組『ぱんぱかカフぃ (R)-望郷編-』（InterFM）に崎山がゲスト出演している。

## ミュージックビデオ
ミュージックビデオは koe Inc.の映像作家、市川稜が監督を務めた。アシスタントディレクターは内田知樹、アシスタントカメラマンは齋孝輔・大川紗梨・稲村樹、ライティングディレクターは Akihiro Numata、ライティングアシスタントはJialin Ren、Kentaro Takahata、Haruka Suzukiによる。カラーグレーディングはARTONE FILMの名渡山先人、オンライン編集はTREE Digital Studioの馬込夏帆、CG および VFXはイアリン・ジャパンの川サキケンジと髙田瑛示、CG プロデューサーは上竹伸枝が携わっている。
出演しているキャストは東咲月、ダンサーはEmu、megu、Raina、Rei Sato、Rinko Miyamoto、Yui Tada、Yuka Tayama。また、スタイリストとして藤井希恵、スタイリストアシスタントとしてEri Saruta および Mutsumi Yamauchi、ヘアメイクに根本亜沙美、ヘアメイクアシスタントとして Natsuki Kanematsu、Airi Kudo、Ami Kato が携わっている。振付師は水村里奈、キャスティングはThe Castの磯貝淳子。
ミュージックビデオでは、個人の強い感情と、意思が読み切れない集団の感情の対比が描かれている。また、本作の世界観を市川稜が表現した作品展が、KODAK主催のアーティストと写真家のコラボ企画第3弾として「ENCOUNTER MAGAZINE」にて公開された。

## 放送と対談
本楽曲のリリース前の6月6日にJ-WAVE (81.3FM)のラジオ番組「SONAR MUSIC」でオンエアされた。
6月7日にはテレビ朝日の「金曜日のメタバース」に2人が出演し、本作品のミュージックビデオを一部先行オンエアした。また、「金曜日のメタバース」では花譜と崎山の2人の対談が組まれ、放送された。
2024年11月3日に幕張メッセイベントホールで開催された『花譜 4th ONE-MAN LIVE「怪歌(再)」』では、崎山がゲスト出演し、本楽曲をデュエットした。